# Ace Hood
Antoine Franklin McColister (født 11. maj 1988), kendt som Ace Hood, er en amerikansk rapper. Han er bl.a. kendt for sine sange "Hustle Hard" og "Bugatti".

## Privatliv
Han blev født i Port St. Lucie, Florida. Hood blev far til to tvillingepiger den 25. maj 2015, men den ene pige døde efterfølgende pga. sundhedsproblemer.
Den 23. april 2019 friede han til sin kæreste.

## Diskografi
- Gutta (2008)
- Ruthless (2009)
- Blood, Sweat & Tears (2011)
- Trials & Tribulations (2013)
- Mr. Hood (2020)

1. ↑  Navnet er anført på bokmål og stammer fra Wikidata hvor navnet endnu ikke findes på dansk.